# Helena Nygren
Helena Elisabeth Lilliecreutz, tidigare Nygren, född 29 januari 1974 i Lerum,  är en svensk dokumentärfilmare, fotograf och journalist. Lilliecreutz arbetar företrädesvis för Sveriges Television men producerar även fristående utställningar, reportage och konstnärliga projekt. Hon har bl.a. studerat på GTV Gamleby samt på Bergs School of design. 
Lilliecreutz (Fd Nygren) har bl. a regisserat och filmat I Grevens tid som är en dokumentärfilm om greve Magnus Stenbock för SVT. Den hade 4,5 miljoner tittare. Hon har även gjort SVT dokumentärerna Brita- Livet som det är, Jag köpte en regnskog och  Ett hederligt arbete. Nygren har tidigare arbetat som frilansjournalist för ett antal motorcykel-  och designmagasin samt som AD på Webbyrån  Framfab.. 